# マイケル・クロッタ
マイケル・ジョン・クロッタ（Michael John Crotta, 1984年9月25日 - ）は、アメリカ合衆国フロリダ州フォートローダーデール出身の元プロ野球選手（投手）。右投右打。

## 経歴

### プロ入り前
2003年のメジャーリーグ（MLB）ドラフト47巡目でフィラデルフィア・フィリーズから指名を受けるが、契約せずフロリダ・アトランティック大学に進学。

### パイレーツ時代
2006年のMLBドラフト17巡目でピッツバーグ・パイレーツから指名を受け、プロ入り。
2010年11月19日にメジャー契約を結び、40人枠に登録された。
2011年4月3日にMLB公式戦デビューを果たすと、15試合に登板した。6月17日に傘下AA級アルトゥーナ・カーブへ配属された。6月21日に傘下AAA級インディアナポリス・インディアンズへ配属された。6月27日にオプションで傘下AAA級インディアナポリスへ降格した。7月17日に7日間の故障者リスト入りとなった。7月31日にDFAとなった。8月8日にFAとなった。8月11日にマイナー契約で再契約を結び、傘下AAA級インディアナポリス・インディアンズへ配属された。8月25日に7日間の故障者リスト入りとなった。9月14日に復帰した。オフにはベネズエラのウィンターリーグであるリーガ・ベネソラーナ・デ・ベイスボル・プロフェシオナルのカルデナレス・デ・ララに配属された。
2012年1月19日にスプリングトレーニングに招待選手として参加することになった。開幕は傘下AAA級インディアナポリスで迎えた。4月5日に7日間の故障者リスト入りとなった。9月12日に復帰した。11月2日にFAとなった。

### ナショナルズ傘下時代
2013年2月13日にワシントン・ナショナルズとマイナー契約を結んだ。2月18日に傘下AAA級シラキュース・チーフスへ配属された。3月27日に招待選手としてスプリングトレーニングに参加した。チームトップの51試合に登板するとともに、6勝7敗4セーブ、防御率3.57の成績を挙げた。オフの11月4日にFAとなった。

### 日本ハム時代
2013年11月12日に、北海道日本ハムファイターズへの入団契約が合意に達した。2年目の契約に対する選択権を球団側が有するという条件での1年契約で、背番号は20。
2014年には、春季キャンプ直前の1月下旬に、球団の地元である北海道で自主トレーニングを実施。レギュラーシーズンでは、オリックス・バファローズとの開幕戦（3月28日・札幌ドーム）に3番手投手として来日初登板を果たすと、30日の同カードで来日初勝利を挙げた。当初はセットアッパーに起用されていたが、武田久の戦線離脱や増井浩俊の不振などを背景に、6月下旬からはクローザーに定着。オールスターゲームにも、パシフィック・リーグの監督推薦選手として出場した。その一方で、5月上旬には夫人の第2子（次男）出産に伴うアメリカへの帰国、8月上旬には左脇腹筋の挫傷で戦線を離脱。それでも、一軍公式戦では、通算61試合の登板で4勝5敗6セーブ30ホールド、防御率2.62という成績を残した。この結果、シーズン終了後の契約交渉では、球団が前述の選択権を行使。11月8日には、1年契約での残留に合意した。
2015年にも、公式戦の開幕を一軍で迎えた。しかし、開幕直後から調子が上がらず、一軍と二軍の往復を繰り返した。一軍公式戦では、通算30試合の登板で、2勝2敗7ホールド、防御率6.59を記録。8月24日の出場選手登録抹消を最後に一軍から遠ざかると、レギュラーシーズン終盤の9月23日に退団が発表された。11月2日にNPBから自由契約選手として公示された。

### タイガース傘下時代
2015年12月30日にデトロイト・タイガースとマイナー契約の締結で合意した。
2016年3月2日に招待選手としてスプリングトレーニングに参加した。4月6日に傘下AAA級トレド・マッドヘンズへ配属され、開幕を迎えた。4月26日に傘下AA級エリー・シーウルブズへ降格した。4月28日に傘下AAA級トレドへ昇格した。5月1日に傘下AA級エリーへ再降格した。5月9日にFAとなった。

## プレースタイル
201cmの長身からスリークォーターで投げ下ろす、最速159km/h（日本での最速は156km/h）のツーシーム、フォーシーム、スライダー、チェンジアップなどを投げる。

## 詳細情報

### 年度別投手成績
| 年 度    | 球 団    | 登 板 | 先 発 | 完 投 | 完 封 | 無 四 球 | 勝 利 | 敗 戦 | セ 丨 ブ | ホ 丨 ル ド | 勝 率 | 打 者 | 投 球 回 | 被 安 打 | 被 本 塁 打 | 与 四 球 | 敬 遠 | 与 死 球 | 奪 三 振 | 暴 投 | ボ 丨 ク | 失 点 | 自 責 点 | 防 御 率 | W H I P |
| -------- | -------- | ----- | ----- | ----- | ----- | -------- | ----- | ----- | -------- | ----------- | ----- | ----- | -------- | -------- | ----------- | -------- | ----- | -------- | -------- | ----- | -------- | ----- | -------- | -------- | ------- |
| 2011     | PIT      | 15    | 0     | 0     | 0     | 0        | 0     | 1     | 0        | 2           | .000  | 56    | 10.2     | 20       | 2           | 5        | 0     | 0        | 7        | 1     | 0        | 11    | 11       | 9.28     | 2.34    |
| 2014     | 日本ハム | 61    | 0     | 0     | 0     | 0        | 4     | 5     | 6        | 30          | .444  | 241   | 58.1     | 49       | 4           | 16       | 6     | 5        | 36       | 1     | 2        | 23    | 17       | 2.62     | 1.11    |
| 2015     | 日本ハム | 30    | 0     | 0     | 0     | 0        | 2     | 2     | 0        | 7           | .500  | 145   | 28.2     | 36       | 2           | 19       | 1     | 5        | 18       | 1     | 0        | 24    | 21       | 6.59     | 1.92    |
| MLB：1年 | MLB：1年 | 15    | 0     | 0     | 0     | 0        | 0     | 1     | 0        | 2           | .000  | 56    | 10.2     | 20       | 2           | 5        | 0     | 0        | 7        | 1     | 0        | 11    | 11       | 9.28     | 2.34    |
| NPB：2年 | NPB：2年 | 91    | 0     | 0     | 0     | 0        | 6     | 7     | 6        | 37          | .462  | 386   | 87.0     | 85       | 6           | 35       | 7     | 10       | 54       | 2     | 2        | 47    | 38       | 3.93     | 1.38    |

- 各年度の太字はリーグ最高

### 記録
NPB
- 初登板：2014年3月28日、対オリックス・バファローズ1回戦（札幌ドーム）、7回表に3番手で救援登板、2回無失点
- 初奪三振：同上、7回表に坂口智隆から空振り三振
- 初勝利：2014年3月30日、対オリックス・バファローズ3回戦（札幌ドーム）、5回表1死に2番手で救援登板、1回1/3を無失点
- 初ホールド：2014年4月1日、対福岡ソフトバンクホークス1回戦（福岡ヤフオク!ドーム）、6回裏2死に3番手で救援登板、1回1/3を無失点
- 初セーブ：2014年6月25日、対横浜DeNAベイスターズ3回戦（横浜スタジアム）、9回裏に3番手で救援登板、完了、1回無失点
- オールスターゲーム出場：1回（2014年）

### 背番号
- 60 （2011年）
- 20 （2014年 - 2015年）